# Francesco Chiesa (scrittore)
Francesco Chiesa (Sagno, 5 luglio 1871 – Lugano, 10 giugno 1973) è stato uno scrittore e insegnante svizzero-italiano.

## Biografia
Figlio di Innocente, pittore decoratore, e di Maddalena Bagutti di Rovio, dopo gli studi superiori a Lugano si laureò in giurisprudenza all'Università di Pavia. Dopo un breve periodo di attività alla procura pubblica di Lugano, dal 1897 insegnò lettere italiane e storia dell'arte al Liceo cantonale. Fu rettore di questo liceo dal 1914 al 1943. Come scrittore e poeta ricevette il premio Schiller nel 1927, il premio Mondadori come romanziere nel 1928 e il premio dell'Accademia d'Italia per la poesia nel 1940. Fu dottore honoris causa dell'Università di Losanna, dell'Università di Roma e dell'Università di Pavia. Nel 1971 ricevette il Premio massimo della Fondazione Iside e Cesare Lavezzari di Chiasso.
Francesco Chiesa debuttò come poeta pubblicando Calliope. Militò negli ultimi anni dell'Ottocento fra i ranghi dell'Unione radicale-sociale ticinese (assieme a Emilio Bossi e Brenno Bertoni), scrivendo in particolare sui giornali Idea moderna e Gazzetta ticinese, ma si discostò a poco a poco dalla politica locale di cui fu un acerbo critico con la pubblicazione a centellini delle Lettere iperboliche. 
Sposò la svizzera Germaine Petitpierre, tra le fondatrici del Lyceum per la Svizzera Italiana, figlia del pittore Léon Petitpierre e di Ida Suchard """".
Fondò la Piccola rivista ticinese, d'indole letteraria, nel 1899, assieme al rifugiato politico Angelo Oliviero Olivetti. Fu redattore letterario della rivista diretta da quest'ultimo, Pagine Libere, fondata a Lugano sul finire del 1906. Si impegnò in seguito nella difesa della lingua italiana, partecipando alla creazione della Società Dante Alighieri e, in questa veste, ebbe più tardi atteggiamento comprensivo verso il nazionalismo italiano ed il regime fascista.
Morì a Lugano, il 10 giugno 1973, alla soglia dei 102 anni.

## Opere
- Bisbino, Bellinzona, Tipografia Eredi C. Colombi, 1893
- Preludio, poesie, Milano, F. Fontana, L. Mondaini, 1897
- La reggia, Milano, Baldini e Castoldi, 1904
- Calliope, sonetto, Lugano, Egisto Cagnoni-Società editrice Avanguardia, 1907 (ted. Kalliope, St. Gallen 1959)
- I viali d'oro, poesie, Modena, A.F. Formiggini, 1911, 1928
- Istorie e favole, Genova, Formiggini, 1913 (ted. Historien und Legenden, Zürich 1914)
- Blätter unter der Asche in Tagen lodernder Flammen, Zürich 1915
- Poesie e prose, Zürich, Orell Fuessli, 1915
- Versetti, Lugano, Tipografia Luganese Sanvito, 1918
- Fuochi di primavera, poesie, Roma, A.F. Formiggini, 1919
- Consolazioni, poesie, Bologna, N. Zanichelli, 1921
- Racconti puerili, racconti, Milano, Treves, 1921 (ted. Bubengeschichten, München 1922)
- Tempo di marzo, racconto, Milano, Treves, 1925 (ted. Märzenwetter, Zürich 1927; ted. Clementina Gilly, Ora d'marz, Chasa Paterna e da l'Uniun dals Grischs 1930)
- L'altarino di stagno e altri racconti, racconti, Milano, Treves, 1926
- Versi, Roma, Direzione della Nuova Antologia, 1926
- Racconti del mio orto, racconti, Roma, Nuova Antologia, 1927
- Villadorna, romanzo, Milano, Mondadori, 1928 (ted. Villadorna, Bern 1941)
- Compagni di viaggio, Milano, A. Mondadori, 1931 (ted., parz., Zwei Novellen: Claudia. Don Achille, Zürich 1941)
- I romanzi che non scriverò, Roma, Nuova Antologia, 1932
- La stellata sera, poesie, Milano, Mondadori, 1933
- Scoperte nel mio mondo, Milano, A. Mondadori, 1934
- Voci nella notte, Milano, A. Mondadori, 1935
- Sant'Amarillide, romanzo, Milano, A. Mondadori, 1938 (ted. Sankt Amaryllis, Einsiedeln 1939)
- Passeggiate, Milano, A.Mondadori, 1939
- Racconti del passato prossimo, racconti, Milano, Mondadori, 1941 (ted. Schicksal auf schmalen Wegen, Einsiedeln 1943)
- Sei racconti dinanzi al folclore, racconti, Zürich, Edizioni svizzere per la gioventù, 1941
- Io e i miei, Milano, Mondadori, 1944
- Ricordi dell'età minore, Bellinzona, Istituto Editoriale Ticinese, 1948
- Con Valerio Abbondio, Giuseppe Zoppi, Il diradarsi della nebbia, Lugano, Tipografia luganese, 1950
- L'artefice malcontento, poesie, Milano, A. Mondadori, 1950
- La zia Lucrezia, Torino, Società editrice internazionale, 1956
- La scatola di pergamena, Lugano, Ed. del Cantonetto, 1960
- Ricordi dell'età minore, Bellinzona, Istituto Editoriale Ticinese, 1963
- Altri racconti, racconti, Lugano, Edizioni del Cantonetto, 1964
- Sonetti di San Silvestro, Milano, Scheiwiller, 1971
- Tempo di marzo (1925), ried. Lugano, Cantonetto, 1971
- Raduno a sera di pagine sparse, Mario Agliati (a cura di), Bellinzona, Grassi, Istituto Editoriale Ticinese, 1972
- Tre noci in un cestello, Lugano, Giulio Topi, 1972
- Lettere iperboliche, Locarno, Dadò, 1976; a cura di Orazio Martinetti, 2017
- Casi della vita: tre racconti, Lugano, Pro Senectute Ticino, 1990